# Rosalie de Constant
Rosalie de Constant (Genève, 31 juli 1758 - aldaar, 27 november 1834) was een Zwitserse tekenares en botaniste.

## Biografie
Rosalie de Constant was een dochter van Samuel Constant de Rebecque en Charlotte Pictet, en een kleindochter van Samuel de Constant Rebecque. Ze was tevens een zus van Charles Constant de Rebecque en een nicht van Benjamin Constant. Na het overlijden van haar moeder in 1766 groeide ze op in Genève, al woonde ze ook in Lausanne. Na een val ging ze in behandeling bij Théodore Tronchin. Ze wijdde het grootste deel van haar leven aan het samenstellen van een geschilderd herbarium van meer dan 1.200 bladeren, dat gedeeltelijk werd gepubliceerd.